# Psicología en el diseño de interiores
La psicología en el diseño de interiores es un campo dentro de la psicología ambiental, el cual se preocupa de las condiciones ambientales en el interior de un lugar. Es un estudio de la relación entre un ambiente y cómo es que éste afecta la conducta de los que habitan en el, con el propósito de maximizar la relación y crear efectos positivos.
La psicología aplicada en el diseño de interiores, se mejora la eficiencia y el rendimiento del espacio además de la satisfacción del usuario. Personajes como Walter Benjamin, Sigmund Freud y Jean Baudrillard han mostrado que al incorporar la psicología en el diseño, uno puede controlar el ambiente y con ello, la relación y conducta de sus usuarios. 

## Proxémica
La proxémica estudia la cantidad de espacio necesaria entre un individuo y otro. 
En este campo de estudio, el fenómeno de territorialidad se demuestra continuamente a través de índices no escritos y conductas, que comunican, nociones conscientes y subconscientes del espacio personal y de la territorialidad. Este fenómeno es visto, por ejemplo, a través del uso de mobiliario urbano y de los asientos libres en un autobús o en un tren. 
“Un embotellamiento ocurre cuando la regulación de la interacción social no es satisfactoria, de tal forma que el deseo de una interacción social se supera por la interacción actual experimentada”. 
Estudios sobre de la conducta social y psicológica han indicado que las personas tienden a maximizar el espacio personal ya sea estando sentados o parados. 
En un estudio realizado por Gary W. Evans y Richard E. Wene, (quien trabajó en el campo del diseño ambiental y el desarrollo humano) se tomó una muestra de saliva de 139 adultos, ubicados entre New Jersey y Manhattan, (54% son hombres) para medir los niveles de cortisol (hormona del estrés) que tienen. “ Encontramos que un índice más proximal de la densidad se correlaciona con múltiples índices de estrés en el que un índice más distal de la densidad no hay tanto”. 
Las preocupaciones que surgen de los resultados de este estudio, sugieren que las pequeñas desviaciones en el aumento de la densidad de asiento, controlados contra el estrés ingresos, elevarían el registro de cortisol (es decir, los niveles de estrés), disminuyendo el desempeño de tareas y el estado de ánimo.

### Relaciones entre personas
Relacionado cercanamente con la proxémica del espacio, dentro del área de privacidad. En “Perspectives on Privacy” P. Brierley Newell del departamento de psicología de la Universidad de Warwick, Coventry define privacidad como ‘una condición temporal y voluntaria de separación de un espacio público’. El deseo de privacidad, es identificado usualmente como un enlace entre el estrés y la angustia. La habilidad para obtener privacidad dentro de un ambiente, permite que un individuo se separe mental y físicamente del resto del grupo y logre relajarse. Esta habilidad es una pieza clave que determina la conducta y el bienestar de un individuo. Como se muestra arriba en el embotellamiento y el transporte público, es importante destacar, que la privacidad se relaciona directamente con la percepción de confort. El estar incómodos e insatisfechos con el ambiente, se relaciona con la proximidad de convivencia con los demás, generando estrés y finalmente esto resultaría, con estados de ánimo no idóneos y conductas no positivas.

## La percepción del espacio
Este término se refiere a la apreciación de nosotros, así como de otros individuos, organismos y cuerpos en nuestro alrededor. Percibir la belleza y el entorno dentro de un ambiente son factores esenciales que determinan nuestra percepción del espacio. Los factores que influencian la percepción del espacio en Measurement of Meaning de Osgood, Suci and Tannebaum son:
1.	Evaluación- incluyendo el significado afectivo, simbólico y estético del espacio.
2.	Energía- energía que necesita adaptarse al espacio.
3.	Actividad- enlaces relacionados con el ruido dentro de un espacio y las relaciones entre trabajadores al igual que la satisfacción dentro del trabajo.
En “Effects of the self-schema on perception of space at work” de Gustave Nicolas Fischer, Cyril Tarquinio, Jacqueline C. Vischer, enlaza el diseño y la psicología dentro del espacio del trabajo. En este estudio proponen un modelo teórico el cual enlaza la percepción ambiental, la satisfacción laboral y la sensación de ser.
(Esperando aprobación copyright)

## Resumen
Desde el siglo XX ha surgido un mayor conocimiento en este campo, cuando la función y el rendimiento del interior se hicieron de gran importancia en el diseño de viviendas, el inicio del diseño centrado en el usuario, por ejemplo La Maison de Verre. Esta idea moderna del diseño interior para el usuario desde el interior hacia el exterior ha coincidido con el análisis psicológico sobre los efectos en los habitantes. 

En The Emergence of the Interior, Charles Rice racionaliza las implicaciones del interior:
- Contexto de modernidad
- Estatus de la experiencia
- Presencia de la historia
- Conocimiento sobre subjetividad

La importancia del desarrollo de este campo es evidente gracias a las áreas de estudio antes mencionadas. 
La comprensión y la aplicación de la psicología del diseño interior tiene la capacidad de impactar y mejorar el rendimiento, la eficiencia y el bienestar del habitante individual. Como se ilustra a través de las categorías anteriores este es un campo en desarrollo importante y relevante en el diseño y planificación.